# マス

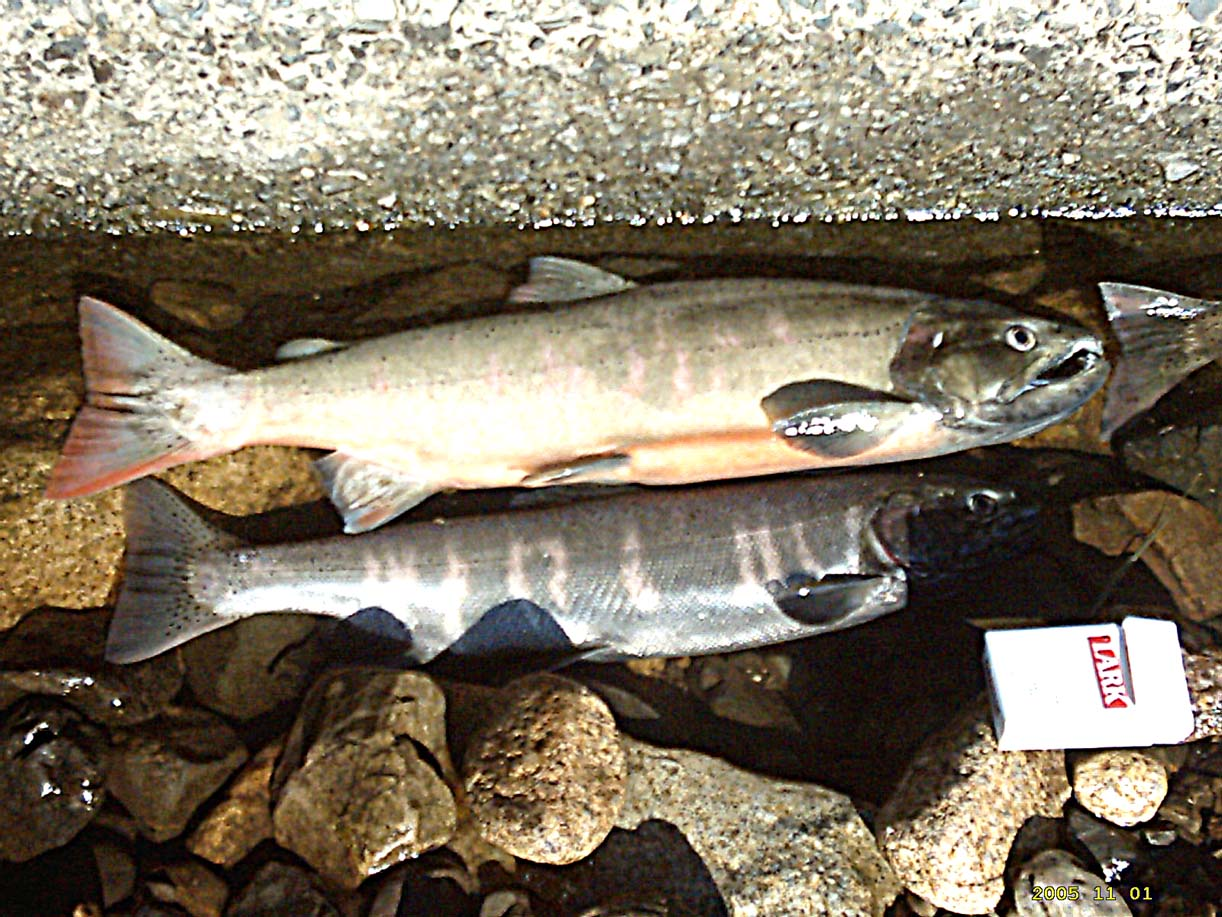
秋、産卵期のビワマスは婚姻色に染まる

マス（鱒、鮅）は、サケ目サケ科に属し日本語名に「マス」がつく魚、または日本で一般にサケ類（サケ（通称でシロザケ、いわゆる鮭）、ベニザケ、キングサーモンなど）と呼ばれる魚を除いたサケ科の魚をまとめた総称。マス、トラウト共にサケ類の陸封型の魚、及び降海する前の型の魚を指すことが多い。主に、イワナ、ヤマメ、アマゴ、ニジマス、ブラウントラウトなどがマス類、トラウト類など呼ばれる。

## 概要

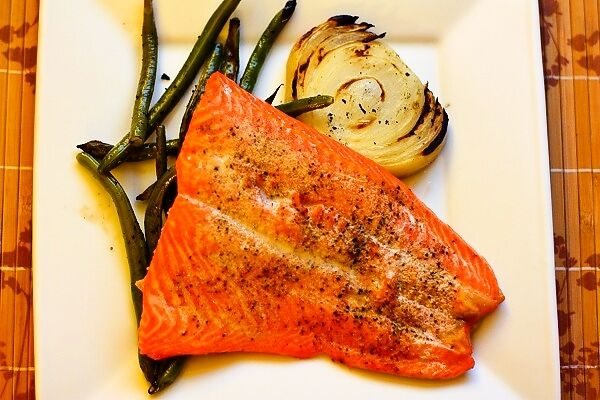
塩コショウでグリルした状態のトラウトサーモン（ニジマス）

タイヘイヨウサケ属、タイセイヨウサケ属、イワナ属、コクチマス属、イトウ属などの魚を包括する。一般的に「鱒」がよく使われるが、古い文献では、「鮅」も使われている。
サケとマスの境界が厳密でないため、国により区分方法が異なる。たとえば英語圏でキングサーモンはサケに区分されるが、日本では同じ魚をマスノスケと呼ぶほか、サクラマス、サツキマス、ニジマスをマスとして区分している。英語では、サケがSalmon、マスがTroutに対応している。単にtroutというと淡水産を意味し、海産のものはsalmon troutと呼ばれるが、シートラウト（Sea trout、ブラウントラウトの降海型、Salmo trutta morpha trutta）という例外もある。(⇒ サケ科#サケとマス)
北半球の高緯度地域に自然分布し、最高水温が20℃以下の河川や池沼（淡水）で産卵し稚魚の一部が降海し海洋で生活する生活様式をもつ。南半球では、放流によりオーストラリア、ニュージーランド、チリなどに分布する。ほとんどの種が重要な食用種で、毒性がなく独特のうまみがあるため身や卵を様々に加工調理し利用されている。
サケ目サケ科以外の魚種であるニベ科ナガニベ属には、スポッティドシートラウト（Spotted sea trout）と呼ばれる。

## 食材
焼き物
- 塩焼き、ムニエル、ポワレ、バター焼き、ホイル焼き

## マスの一覧
タイセイヨウサケ属 Salmo

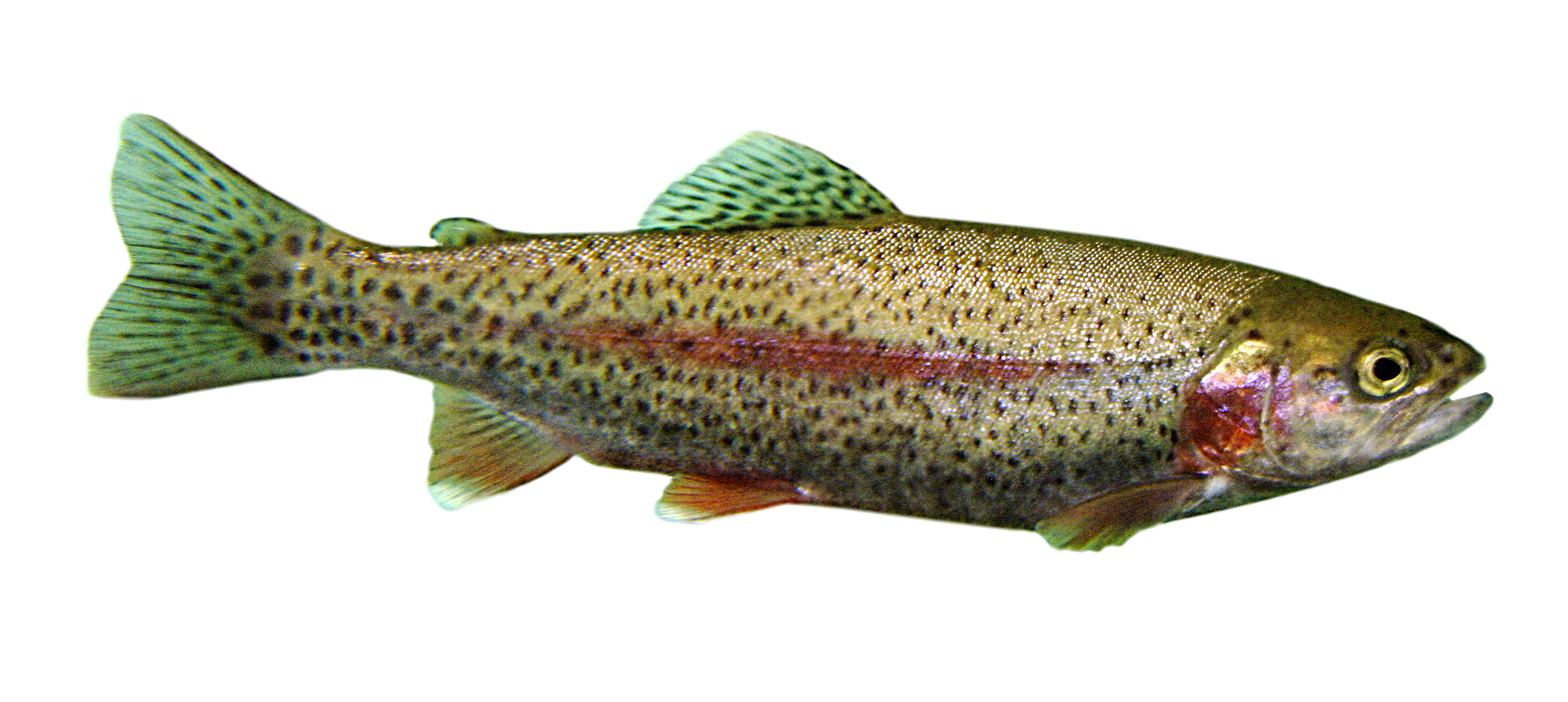
ニジマス

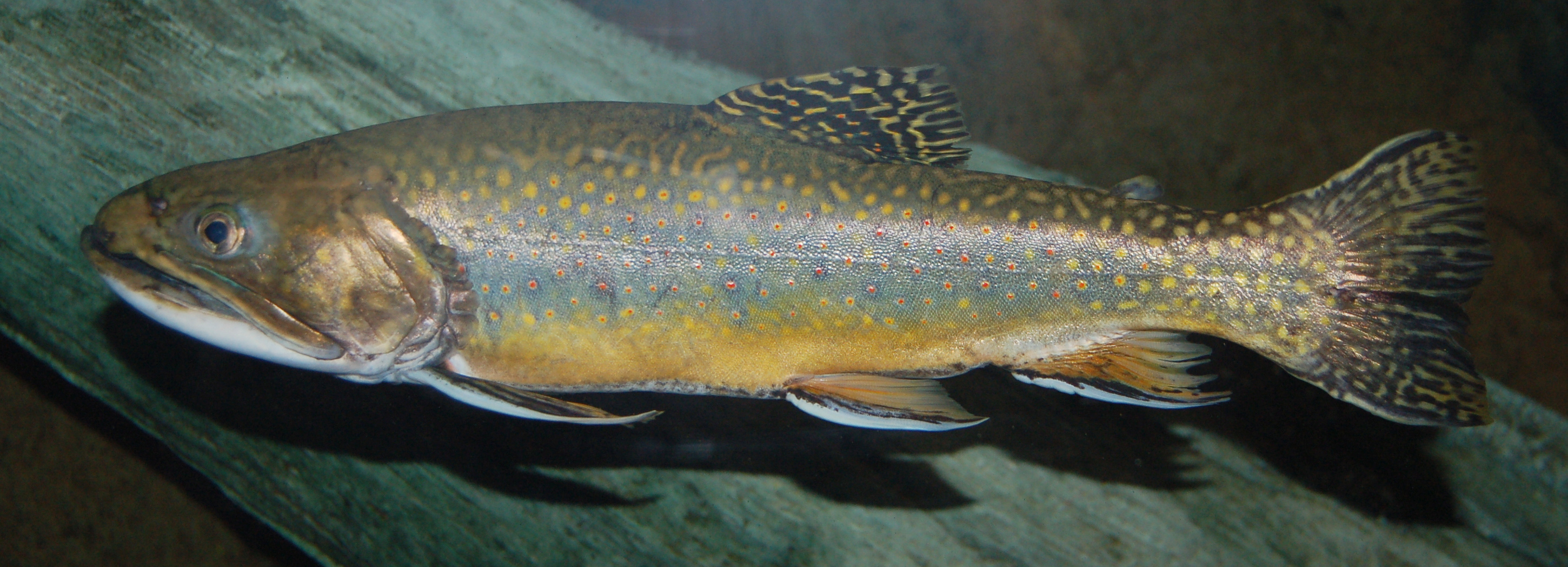
カワマス

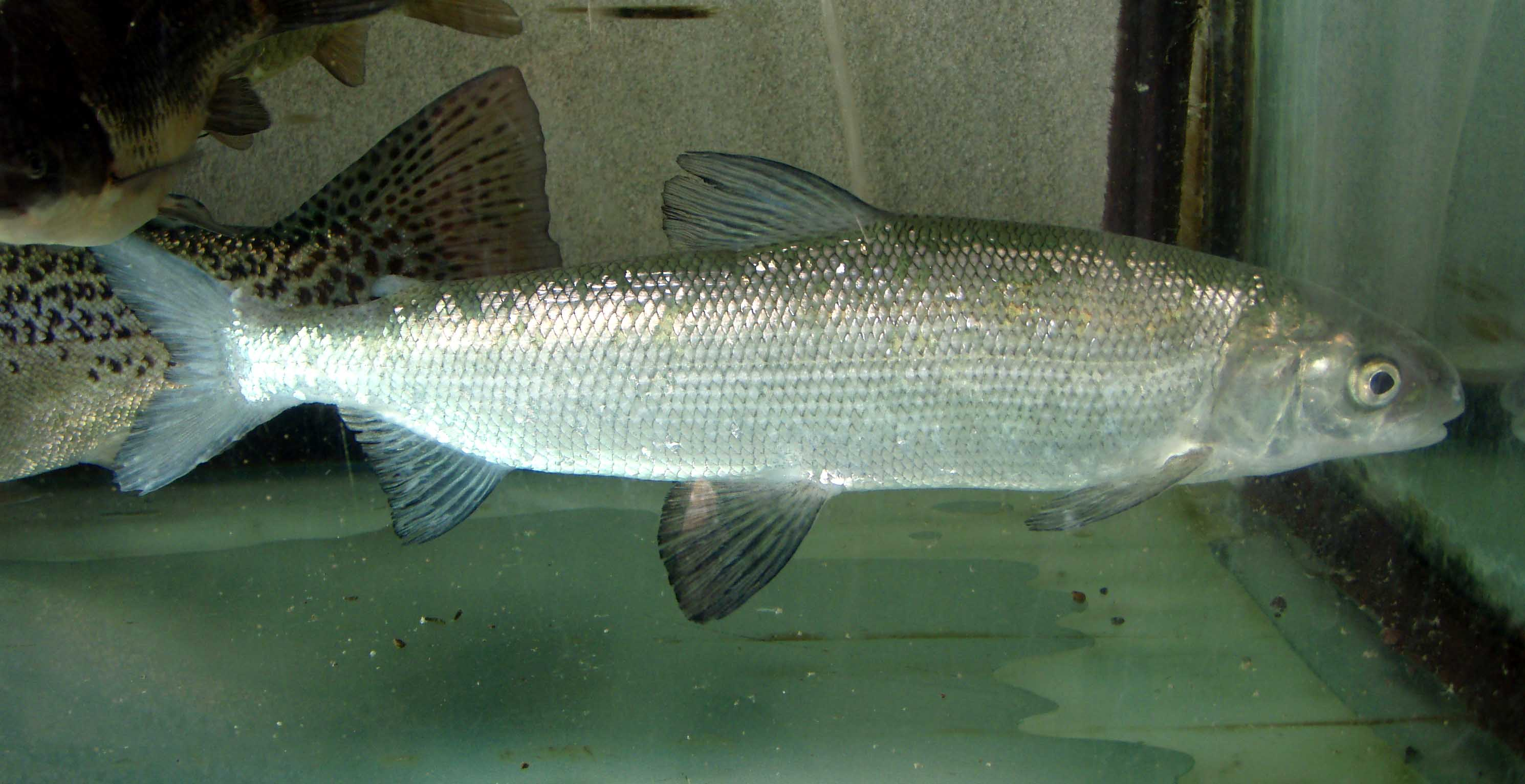
シナノユキマス

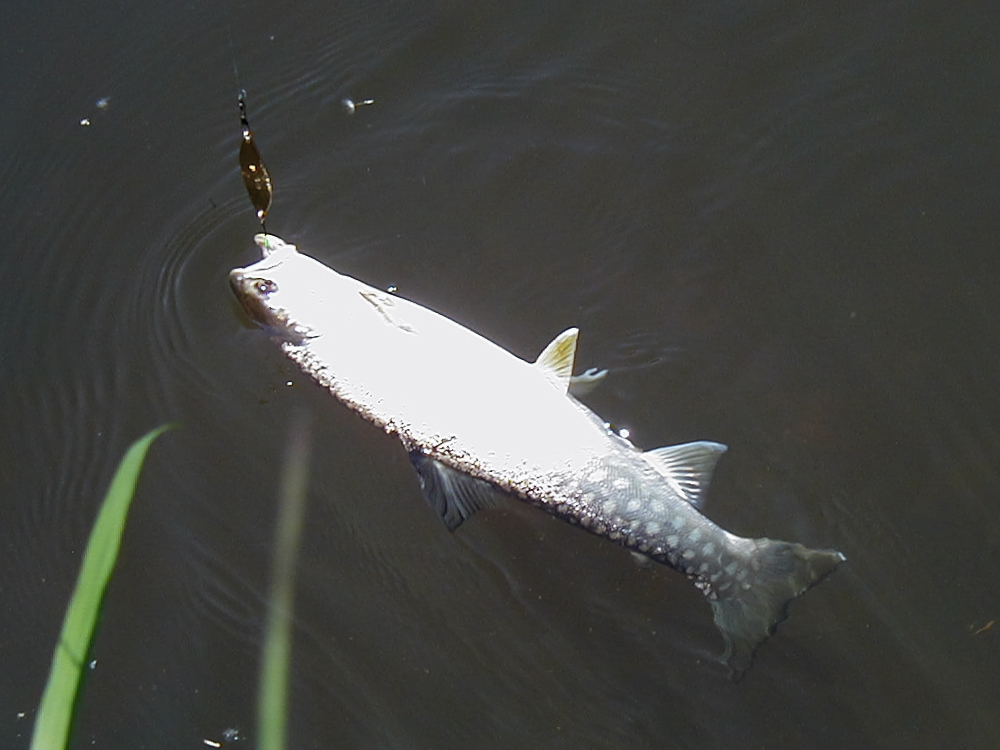
アメマス（イワナ）

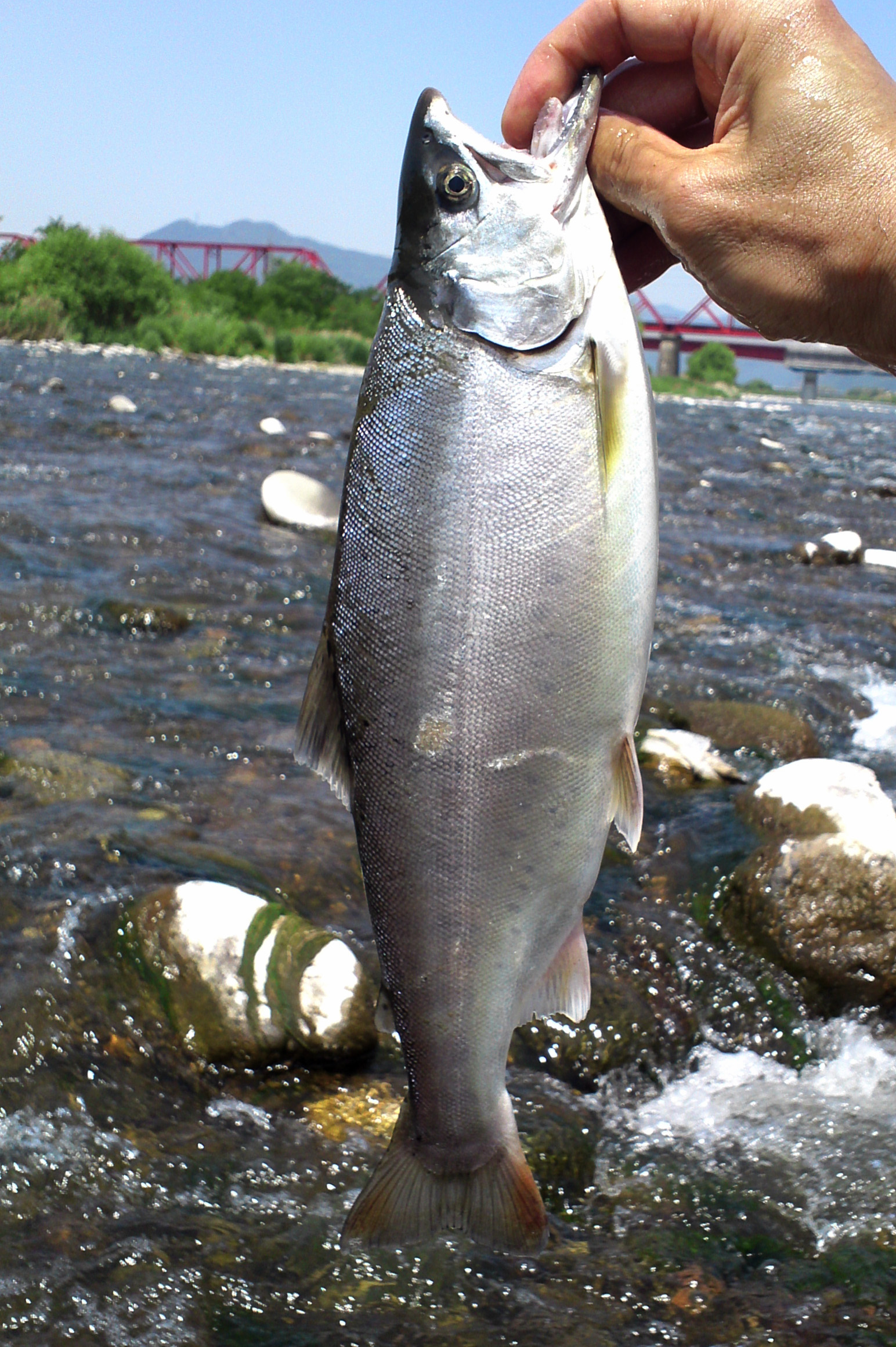
サクラマス（ヤマメ）

- ブラウントラウト Salmo trutta
- タイガートラウト Salmo trutta x Salvelinus fontinalis

タイヘイヨウサケ属 Oncorhynchus
- カラフトマス O. gorbuscha
  - サクラマス（ヤマメ）O. masou masou
  - サツキマス（アマゴ）O. masou ishikawae
  - タイワンマス O.  masou formosanus
  - ビワマス O. masou rhodurus

- ニジマス（スチールヘッド） O. mykiss
- ヒメマス（ベニザケ） O. nerka
  - クニマス O. nerka kawamurae
- マスノスケ O. tshawytscha

シロマス属 Coregonus
- モトコクチマス C. albula
- エニセイシロマス[2] C.autumnalis
- ダウリアシロマス[3] C. chadary
- シロマス[4] C. clupeaformis
- シナノユキマス C. maraena
- オームリ(バイカルシロマス)[5] C. migratorius
- アイヅユキマス C. peled
- ウスリーシロマス[6] C. ussuriensis

イワナ属 Salvelinus
- イワナ　S. leucomaenis
- オショロコマ　S. malma
- カワマス（ブルックトラウト）S. fontinalis
- レイクトラウト S. namaycush

イトウ属 Hucho
- イトウ H. perryi
- タイメン（アムールイトウ）H. taimen

コクチマス属 Brachymystax
- コクチマス[7] B. lenok
- ガイママス[8] B. tumensis

カワヒメマス属 Thymallus
- キタカワヒメマス T. arcticus
- ウオノハナ(カワヒメマス) T. grubii
- ホンカワヒメマス T. thymallus
- チョウセンウオノハナ T. yaluensis

## サケマス分類の混乱
サケマス研究が欧州に遅れていた日本では、名前を付ける際に、淡水産はマス・海産はサケ、小さいのはマス・大きいのはサケなどのように単純に区分していた。ところが後に陸封型であるヤマメやイワナなども途中でダムなどのない場所ではサケと同様の生活史を送っていることが判明した。遺伝学の進歩により、アミノ酸解析やDNA解析によって進化系の研究が進められている。また、日本海の地殻移動による閉鎖性なども考慮する必要がある。近年では、岐阜県水産試験場・当時場長であった本荘鉄夫によって「サケに似た変な魚」としてサツキマスと名付けられた長良川の魚が、アマゴの降海型であると確認されたこともある。混乱は現在もなお継続している。
特に、ニジマスにおいて混乱が著しい。かつてあったニジマス属を廃止し、海に降りて河川へ遡上し産卵したら死亡するシロザケなどのタイヘイヨウサケ属にニジマスを組み込む際、ニジマスは産卵しても死なないため、死なないグループであるイワナ属・イトウ属・タイセイヨウサケ属（サルモ属）との境界線をどこに置くかについて学者間で意見が分かれている。そのため、世界中で11属約66種と“約”で表されている。

## マスを題材にした作品
- 「鱒」（シューベルト - 歌曲、ピアノ五重奏曲）
なお、ここでシューベルトが「鱒」としたのはブラウントラウト（茶鱒）のことである。